# Jean-Paul Mari
Pour les articles homonymes, voir Mari.
Jean-Paul Mari, né le 8 octobre 1950 à Alger en Algérie française, est un journaliste, réalisateur et écrivain français.

## Biographie
Il naît en 1950 à Alger. Il quitte l'Algérie française à onze ans pour Marseille, en France métropolitaine, après qu'en 1962 son père et son grand-père ont été assassinés.
Il fait des études de psychologie, devient kinésithérapeute à l'hôpital Purpan de Toulouse, puis animateur de radio aux Antilles britanniques, reporter à Radio Monte Carlo, au Matin de Paris puis, à partir de 1985, pour Le Nouvel Observateur qu'il a quitté en 2014. Il est aujourd'hui écrivain, réalisateur, cofondateur et directeur de la rédaction du média LeJournal.info.
Il a publié plusieurs centaines de reportages effectués dans le monde entier, notamment sur les conflits au Liban, en Algérie, à Israël, en Syrie, en Afghanistan, en Jordanie, en Égypte, en Irak, en Iran, en Bosnie, au Kosovo, en Albanie, en Arménie, à Haïti et en Nouvelle-Calédonie, en Amérique latine (au Pérou, en Colombie, en Bolivie, au Mexique, au Chili, au Brésil et à Cuba) mais aussi en Afrique (en Côte d’Ivoire, Mali, Érythrée, Éthiopie, Rwanda, Sierra Léone, Liberia, Tchad, Nigeria, Zaïre et en Afrique du Sud), et en Asie-Océanie (au Sri-Lanka, en Thaïlande, en Birmanie, au Bangladesh, en Afghanistan, au Pakistan, en Australie, au Timor, en Indonésie, aux Philippines, aux États-Unis, en URSS, au Tibet et en Chine).

## Œuvres
- L’Homme qui survécut,  Éditions Jean-Claude Lattès, 1989.
- Le Prix d’un enfant, document (avec Marie-France Botte), éditions Robert Laffont, 1993.
- Il faut abattre la lune, éditions Nil, 2001 - réédité en mars 2003, sous le titre : La nuit algérienne.
- Carnets de Bagdad, éditions Grasset, 2003.
- Carnets, Israël Palestine, carnets de reportage (dessins de Yann le Bechec), éditions Jalan Publications, 2004.
- Sans blessures apparentes, éditions Robert Laffont, octobre 2009.
- La Tentation d'Antoine, éditions Robert Laffont, janvier 2013.
- Les Bateaux ivres, L'odyssée des migrants en Méditerranée, Éditions J-C Lattès, octobre 2015.
- En dérivant avec Ulysse, Éditions J-C Lattès, septembre 2018.
- Oublier la nuit, Buchet Chastel, 2022.

## Filmographie
Documentaires
- Irak, quand les soldats meurent, reportage, 64 minutes, 2006, produit par la Compagnie des Phares et Balises et diffusé sur Arte.
- Sans blessures apparentes, documentaire, 62 minutes, 2010, (coréalisateur Franck Dhelens), produit par Mano à Mano et diffusé sur France 2 dans l’émission Infrarouge.
- Les Migrants ne savent pas nager, documentaire, 65 minutes, 2016, (coréalisateur Franck Dhelens) Public-Sénat, produit par Le Point du Jour.
- La bleuite, documentaire, 52 minutes, 2018, produit par Mano à Mano,  diffusé sur France 5 et Public Sénat (sélectionné au FIPA 2018).

## Distinctions
- Prix Albert-Londres, 1987[2].
- Prix des Organisations Humanitaires Agena, 1989.
- Prix Bayeux des Correspondants de guerre, (Ouest-France), 1997.
- Prix Bayeux des Correspondants de guerre, 1998.
- Prix Louis Hachette, 2001.
- Prix Méditerranée, 2002 pour le livre Il faut abattre la lune (republié sous le titre La nuit algérienne).
- Grand Prix des Lectrices Elle (2009) pour le livre Sans blessures apparentes.
- Grand Prix du Figra et Prix du public (2010) pour le documentaire Sans blessures apparentes.
- Prix du jeune jury et Grand Prix (2016) - FIDOM - Festival International du Documentaire Méditerranéen pour Les migrants ne savent pas nager.
- Prix du Comité international de la Croix-Rouge au 57ème Festival de Télévision de Monte-Carlo (2017) pour Les migrants ne savent pas nager.
- Prix « Encre Marine » 2018 pour le livre En dérivant avec Ulysse.
- Nomination Prix Renaudot 2018 pour le livre En dérivant avec Ulysse.
- Prix Transfuge 2022 pour le livre Oublier la nuit.
- Nomination Prix Renaudot 2022 pour le livre Oublier la nuit.